# Фараун, Анри-Филипп
Анри-Филипп Фараун (или Анри Фараун) (1901 — 6 августа, 1993) — ливанский коллекционер предметов искусства, спортсмен, политик и бизнесмен. Он сыграл важную роль в получении Ливаном независимости от Франции и занимал должность министра иностранных дел и прочие посты в правительстве Ливана. Его также помнят как успешного инициатора мирного сосуществования христиан и мусульман.

## Биография
Фараун родился в семье богатого мелькитского торговца в Александрии, Египет. Четыре года спустя его семья перебралась в Бейрут, где он получал образование в миссионерских школах. Фараун потом учился в колледже в Швейцарии, а затем получил юридическое образование в Лионском университете во Франции. Фараун женился в 1922 году, когда он стал и чемпионом Ливана по теннису, на Навали Кассар, наследнице богатой палестинской семьи из Яффы. У них родился один сын — Наджи.
В течение многих поколений его семья предоставляла почётных консулов ко двору Вены и Австро-Венгрии. Он же основал «Австрo-Ливанскую ассоциацию дружбы».
Будучи на протяжении большей части своей жизни богатейшим человеком в Ливане, он помог своей стране добиться независимости и спроектировал дизайн ливанского флага, чьи цвета повторяли красно-бело-красный флаг Австрии. Будучи ярым сторонником кооперации между христианами и мусульманами он противостоял панараб устремлениям первого премьер-министра независимого Ливана Риада ас-Сольха и помогал в росте взаимной терпимости в Лиге арабских государств. Он работал в ливанском парламенте с 1943 по 1946 год, а затем исполнял обязанности ливанского министра иностранных дел с перерывами с 1945 по 1947 год. После этого он ушёл из политики, решив сконцентрироваться на бизнес-проектах. Во время Гражданской войны в Ливане 1975—1990 годов Фараун не принимал чьей-либо стороны, выбрав роль посредника при переговорах о мире.
Его деловые интересы включали в себя Bank Pharoun и Shiha, которые он основал. На протяжении 1950-х и 1960-х годов он владел самой большой в мире конюшней гончих арабских лошадей.
Фараун был убит в своей спальне в Carlton Hotel в 1993 году. Ему было нанесено 16 ножевых ранений; его водитель и телохранитель также были найдены зарезанными на месте преступления. Полиция выдвинула грабёж, как наиболее вероятный мотив убийства. Был арестован бывший телохранитель Фарауна по обвинению в этих убийствах.

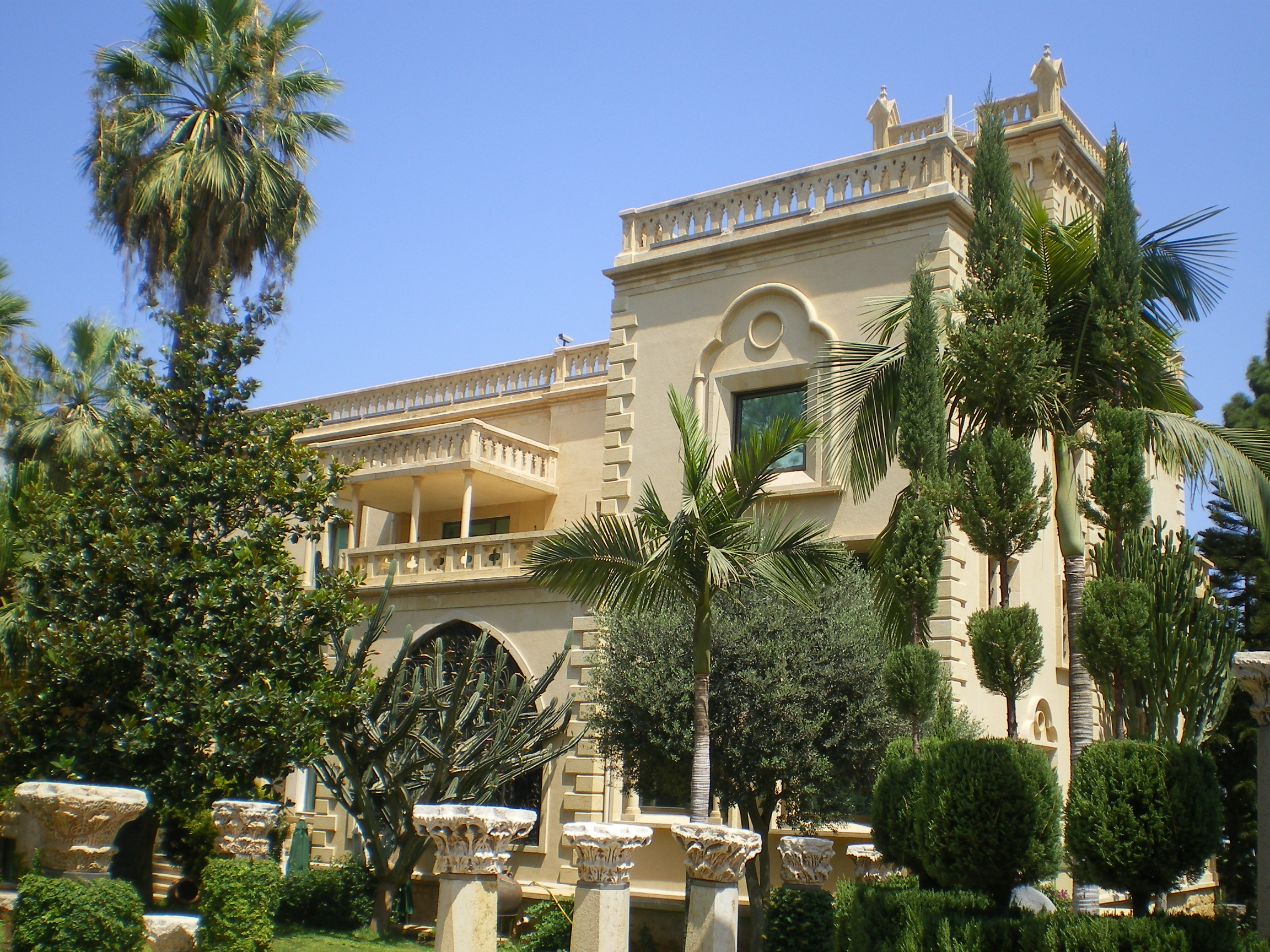
Бывший дом Фарауна в Бейруте

Один из его дворцов в Бейруте служил достопримечательностью города и был частично разрушен во время гражданской войны, а затем и продан саудовской королевской семье.
В его бывшей бейрутской резиденции ныне располагается Частный музей Роберта Муавада с собранием из арабских, древнегреческих и византийских предметов искусства. За свою жизнь Фараун приобрёл международную репутацию как коллекционера искусства и старинных вещей, большинство из которых он хранил в особняке, расположенном на Зелёной линии Бейрута. "